# مفروم
المفروم، وتُكتب أيضًا "مفروم"، هو طبق من المطبخ اليهودي الليبي يتكوّن من خضروات محشوة. تُفرغ الخضروات الجذرية من داخلها وتُحشى بخليط من اللحم المفروم والبهارات. تُقلى هذه الخضروات المحشوة ثم تُطهى على نار هادئة في صلصة طماطم. وعلى الرغم من أن البطاطا تُستخدم غالبًا، فإن بعض الوصفات تستخدم الباذنجان، الكوسا، البصل و/أو الفلفل الرومي.
يُقدَّم المفروم تقليديًا مع الكسكس ويؤكل خلال السبت والأعياد اليهودية. وقد انتشر هذا الطبق خارج ليبيا نتيجة الهجرة الجماعية لليهود من البلاد في خمسينيات وستينيات القرن العشرين. في إيطاليا، أُدخل طبق المفروم إلى الجالية اليهودية في روما بعد إجلاء يهود ليبيا عقب حرب الأيام الستة عام 1967. وفي إسرائيل، أصبح طبقًا شائعًا وتبنّته الجاليات اليهودية القادمة من تونس، المغرب، ومصر.